# The Strokes
The Strokes sono un gruppo musicale rock alternativo/indie rock statunitense formatosi a New York nel 1998.
Guidato dal frontman Julian Casablancas, è il gruppo di punta del cosiddetto indie rock revival dell'inizio del XXI secolo. L'album d'esordio del 2001, Is This It, intriso di sonorità garage rock, ottenne l'acclamazione di pubblico e di critica, proiettando la band verso il successo internazionale. In seguito il gruppo ha pubblicato Room on Fire (2003) e First Impressions of Earth (2005), che hanno ottenuto buone vendite, pur non raggiungendo i risultati del primo disco, mentre nel secondo decennio del XXI secolo gli Strokes sono apparsi sempre meno sulle scene, con i membri che si sono dedicati per lo più ai progetti solistici, pur pubblicando insieme i dischi Angles (2011), Comedown Machine (2013) e l'EP Future Present Past (2016).
Nel 2020 la band è tornata con il disco The New Abnormal, che ha riscosso consensi di critica e pubblico, vincendo il Grammy Award come migliore album rock.

## Storia

### Primi anni eIs This It(1998-2001)
La band si forma a New York alla fine del 1998, inizialmente composta di soli tre membri: il cantante e frontman Julian Casablancas, il chitarrista Nick Valensi e il batterista Fabrizio Moretti. Più tardi al gruppo si aggiungono Nikolai Fraiture al basso e Albert Hammond Jr. alla chitarra. Hammond, figlio d'arte, è invitato nella band dallo stesso Julian: i due, infatti, si erano conosciuti anni prima in una prestigiosa scuola svizzera. A proposito del nome Strokes, letteralmente "i colpi" o "i movimenti", la band ha affermato:

La band ormai al completo debutta allo Spiral di New York, ottenendo un discreto successo di pubblico e stampa specializzata. Dopo questo concerto le esibizioni dal vivo degli Strokes continuano in tutta la Grande Mela fino al gennaio 2001, quando esce l'EP The Modern Age per la catena britannica di negozi Rough Trade. Nel corso del 2001 supportano il tour statunitense dei Doves e suonano coi Traildead in Inghilterra. Proprio nel Regno Unito gli Strokes lasciano estasiata la stampa: 
(NME, 17 febbraio 2001)

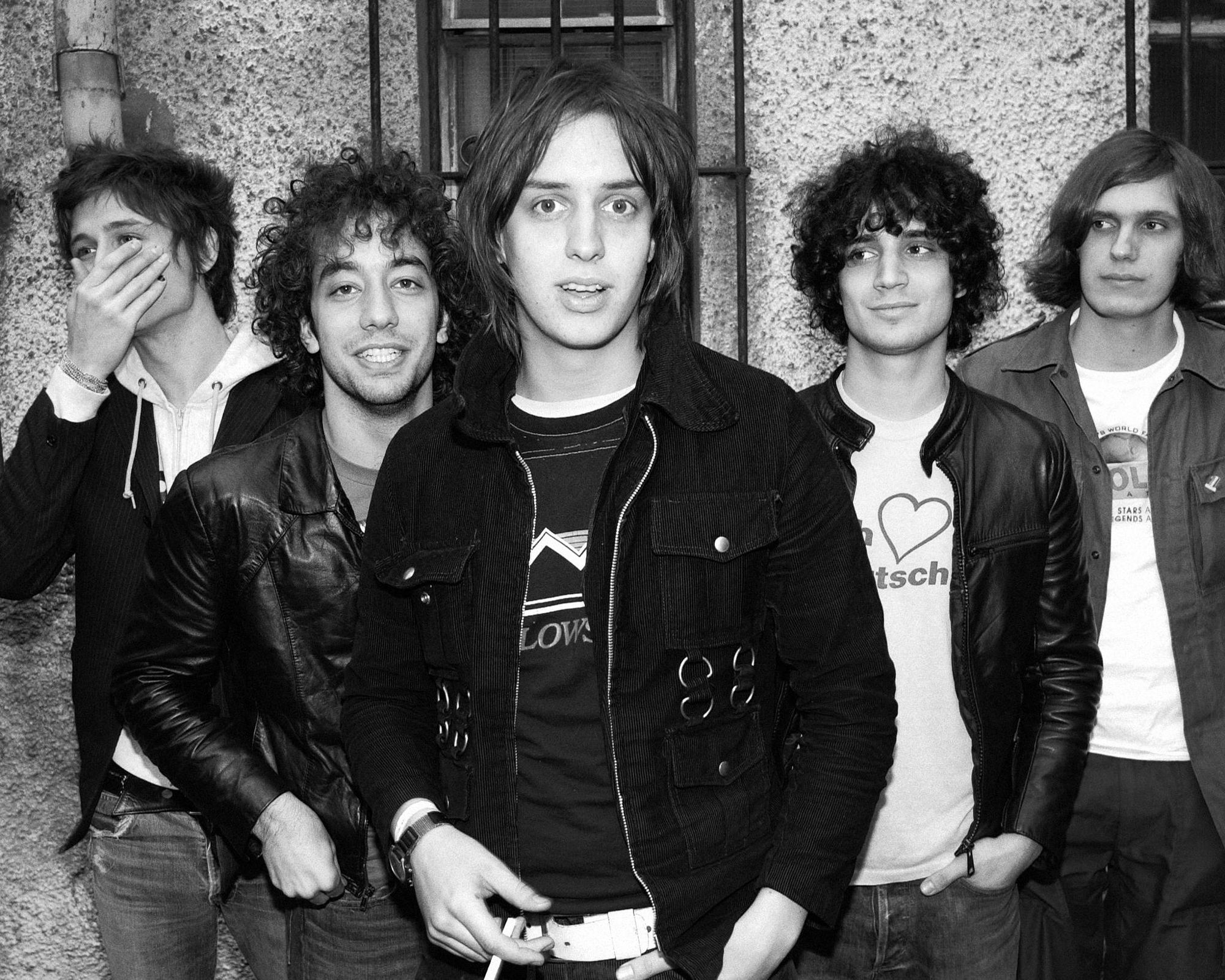
Gli Strokes nel 2002

Nel settembre dello stesso anno esce in Europa l'album di esordio, Is This It, i cui suoni ricordano i primi anni settanta e lo stile dei Velvet Underground e dei Ramones. Negli Stati Uniti, invece, la pubblicazione dell'album è posticipata di un mese, a causa degli attentati dell'11 settembre, con una cover diversa e senza la canzone New York City Cops, sostituita da When It Started. In poco tempo l'album, da cui sono estratti i singoli Last Nite, Hard to Explain e Someday, ottiene un successo travolgente e un tour mondiale porta in giro gli Strokes a diffondere la loro musica per tutto il 2002, mentre Casablancas, tra un'esibizione e un'altra, continua a scrivere altre canzoni per il successivo album.
Nel 2002 gli Strokes vincono due NME Awards, per il miglior album con Is This It e come Best Act, oltre all'ASCAP College Vanguard Award; il 10 dicembre 2002 gli Strokes sono risultati il gruppo dell'anno secondo la rivista Spin.

### Room on Fire(2003)
In seguito al successo riscontrato da Is This It, nell'estate del 2003 gli Strokes entrano in studio per registrare il loro secondo album insieme al produttore Nigel Godrich, il quale aveva lavorato in precedenza con Radiohead, Beck e Air. Tuttavia, questa collaborazione è durata poco: infatti dopo poche settimane la band licenzia Godrich per ritornare a lavorare con Gordon Raphael, già responsabile del sound dell'album di debutto, Is This It. Le cause della "rottura" sono state in seguito spiegate da Albert Hammond al magazine inglese NME: 
Il 20 ottobre 2003 viene pubblicato il secondo album in studio, intitolato Room on Fire. L'album, nonostante mantenga praticamente inalterato lo stile lanciato dagli Strokes con il loro precedente lavoro, ottiene un'accoglienza parecchio inferiore.

### First Impressions of Earth(2006)
Il 2 gennaio 2006 esce il terzo album First Impressions of Earth, anticipato dal singolo Juicebox. L'album, portando avanti lo stile musicale degli Strokes presenta alcune novità (come la ritmicità discordante di alcuni brani e soprattutto la voce di Casablancas che non appare mai alterata da sounds o effetti particolari) che lo caratterizzano e lo diversificano dai precedenti album.
In seguito il gruppo si disarticola e alcuni dei suoi componenti (Casablancas, Hammond Jr. e Fraiture, quest'ultimo con lo pseudonimo Nickel Eye) intraprendono la strada del lavoro solista.

### Il ritorno:Angles(2008-2012)
Dopo la sopracitata pausa volontaria, decisa alla fine dell'ultimo tour del 2006 e la separazione dal loro manager Ryan Gentles, nel 2009 iniziano a lavorare per il nuovo album, prodotto in collaborazione con il nuovo produttore Joe Chiccarelli. Il 9 giugno 2010 si esibiscono con lo pseudonimo Venison in un concerto esclusivo a Londra di fronte a 500 persone. Il ritorno ufficiale in tour risale al 12 giugno 2010 a Newport, al Festival dell'Isola di Wight, dove la band suona i pezzi dei tre precedenti lavori, senza eseguire dal vivo materiale inedito.
Dopo ben cinque anni dall'ultimo album, il 21 marzo 2011 esce il nuovo lavoro dal nome Angles, frutto dell'esperienza da solisti maturata dai diversi componenti. L'album è anticipato dal singolo Under Cover of Darkness, pubblicato il 9 febbraio 2011.
La canzone Macchu Picchu, appartenente all'album, è stata inserita nel videogioco FIFA 12

### Comedown MachineeFuture Present Past(2012-2016)
Il 25 gennaio 2013 esce il singolo One Way Trigger, disponibile per un periodo limitato per il download gratuito. Il 19 febbraio 2013 è pubblicato il secondo singolo, All the Time, cui fa seguito la pubblicazione dell'album, Comedown Machine, il 26 marzo 2013 negli Stati Uniti e il 25 marzo 2013 nel Regno Unito.
Il 26 maggio 2016 è annunciata l'uscita dell'EP Future Present Past, pubblicato il 3 giugno e costituito da tre brani inediti: OBLIVIUS, Drag Queen e Threat of Joy, oltre a un remix di OBLIVIUS. Il disco è il primo pubblicato attraverso la Cult Records, etichetta discografica indipendente fondata da Julian Casablancas.

### The New Abnormal(2018-2022)
Il 10 febbraio 2020, in occasione di un concerto svolto per supportare la candidatura di Bernie Sanders alle elezioni presidenziali negli Stati Uniti d'America del 2020, il gruppo rivela il nome del sesto album in studio, The New Abnormal, e la sua data di pubblicazione, fissata al 10 aprile dello stesso anno. Il 14 marzo 2021 la band vince il Grammy Award al miglior album rock.
Nell'estate del 2022 il gruppo si esibisce a supporto dei Red Hot Chili Peppers nell'ambito del Global Stadium Tour.

## Stile musicale e influenze
L'album di debutto Is This It ha fatto guadagnare agli Strokes la stima di vari artisti della scena musicale alternativa, al punto che James Murphy degli LCD Soundsystem lo ha definito il suo disco del decennio, mentre Brandon Flowers dei Killers ha rivelato di essersi sentito «depresso» dopo aver ascoltato Is This It in quanto «suonava proprio perfetto. Abbiamo buttato via tutto [quello a cui stavamo lavorando] e l'unica canzone che si è salvata è stata Mr. Brightside».
Gli Strokes sono influenzati soprattutto da Velvet Underground e Television. Lizzy Goodman nel suo libro sulla scena musicale di New York ha affermato che il gruppo è stato «tanto influente per la loro epoca quanto i Velvet Underground o i Ramones per la loro», affermando che «quasi tutti gli artisti che ho intervistato per questo libro – da tutto il mondo – hanno detto che sono stati gli Strokes a far loro da apripista». Il gruppo ha fortemente influenzato lo stile di altri artisti come i summenzionati Killers, gli Arctic Monkeys e i Franz Ferdinand. Il frontman degli Arctic Monkeys Alex Turner, nel brano Star Treatment, canta «volevo solo essere uno degli Strokes».

## Formazione
- Julian Casablancas – voce
- Nick Valensi – chitarra, cori
- Albert Hammond Jr. – chitarra, cori
- Nikolai Fraiture – basso
- Fabrizio Moretti – batteria

## Discografia

### Album in studio
- 2001 – Is This It
- 2003 – Room on Fire
- 2006 – First Impressions of Earth
- 2011 – Angles
- 2013 – Comedown Machine
- 2020 – The New Abnormal

### Raccolte
- 2011 – The Strokes: The Collection

### EP
- 2001 – The Modern Age
- 2016 – Future Present Past

### Singoli
- 2001 – Hard to Explain
- 2001 – Last Nite
- 2001 – Someday
- 2003 – 12:51
- 2004 – Reptilia
- 2004 – The End Has No End
- 2005 – Juicebox
- 2006 – Heart in a Cage
- 2006 – You Only Live Once
- 2011 – Under Cover of Darkness
- 2011 – Taken for a Fool
- 2013 – One Way Trigger
- 2013 – All the Time
- 2020 – At the Door
- 2020 – Bad Decisions
- 2020 – Brooklyn Bridge to Chorus

## Riconoscimenti
- ASCAP Pop Awards
  - 2002 – Premio College Vanguard
- BRIT Awards
  - 2002 – Migliore Band Internazionale
- Grammy Award
  - 2021 – Grammy Award al miglior album rock (The New Abnormal)
- Meteor Ireland Music Awards
  - 2002 – Migliore Album Internazionale (Is This It)
- MTV Europe Music Awards
  - 2006 – Candidatura come migliore band rock
- MTV Video Music Awards
  - 2002 – Candidatura al MTV2 Award (Last Nite)
  - 2002 – Candidatura al MTV2 Award (Sam Mason Bell)
  - 2002 – Candidatura come miglior nuovo gruppo
- NME
  - 2009 – Migliore album del decennio 2000-2009 (Is This It)
- NME Awards
  - 2002 – Migliore album (Is This It)
  - 2002 – Band dell'anno
  - 2002 – Miglior nuovo gruppo
  - 2003 – Candidatura come migliore band internazionale
  - 2006 – Migliore band internazionale
- Q Awards
  - 2002 – Candidatura come miglior esibizione live